# Тролхаймен
Тролхаймен (на норвежки: Trollheimen) е планински масив в Южна Норвегия, в областите (фюлке) Мьоре ог Ромсдал и Сьор-Трьонелаг, част от Скандинавските планини. Разположен е северно от планинския масив Доврефьол, от който го отделя дълбоката долина на река Сунсдалселв. На изток достига до долината на река Оркла, на север до Тронхаймсфиорд, а на запад до бреговете на Норвежко море. Дължина от север на юг около 120 km, от запад на изток около 80 km. Представлява скалисто плато със стръмни склонове с най-висока точка връх Снута 1689 m. Изграден от кварците, гнайси и гранити. От него водят началото си малки, къси и бурни реки. Най-голяма Сурна, вливаща се в Халсафиорд. В южната му част се намира езерото Евилватън, оттичащо се в река Дрива (дясна съставяща на Сундалселв). Преобладава планинската тундра с лишеи и мъхове, а на север и северозападните му влажни склонове са покрити с иглолистни гори. През зимата се покрива с дебела снежна покривка и често явление са лавините, спускащи се по стръмните му склонове. Развит зимен туризъм.